# Plattycantha cornuta
Plattycantha cornuta – gatunek ważki z rodziny żagnicowatych (Aeshnidae). Jest endemitem Nowej Gwinei; występuje zarówno w części wyspy należącej do Indonezji, jak i Papui-Nowej Gwinei.